# Садвакасов, Жунусбек
Жунусбе́к Садвака́сов, другой вариант имени — Кусе́н (21 февраля 1898, село Албагас, Атбасарский уезд, Акмолинская область, Степное генерал-губернаторство, Российская империя — ноябрь 1979, село Албагас, Жаксынский район, Акмолинская область, Казахская ССР) — тракторист Косбармакской МТС Акмолинской области, Казахская ССР. Герой Социалистического Труда (1957).

## Биография
Родился в 1898 году в крестьянской семье в селе Албагас Атбасарского уезда. С раннего возраста трудился в сельском хозяйстве. С 1930 года — рядовой колхозник в колхозе «Алгабас» Атбасарского района. После окончания курсов механизации с 1937 года трудился трактористом в Косбармаской МТС до призыва в Красную Армию в 1941 года по мобилизации. С 1943 года участвовал в Великой Отечественной войне. Воевал красноармейцем в составе 206-го гвардейского лёгкого артиллерийского полка 3-й гвардейской лёгкой артиллерийской бригады. После демобилизации в 1945 году возвратился на родину и продолжил трудиться трактористом в Косбармакской МТС.
Ежегодно показывал высокие трудовые результаты в овцеводстве. Указом Президиума Верховного Совета СССР от 11 января 1957 года удостоен звания Героя Социалистического Труда за «особо выдающиеся успехи, достигнутые в работе по освоению целинных и залежных земель, и получение высокого урожая» с вручением ордена Ленина и золотой медали «Серп и Молот» (№ 7233).
В 1857 году избирался депутатом Акмолинского областного Совета депутатов трудящихся.
В 1958 году вышел на пенсию. С 1968 года — персональный пенсионер союзного значения. Проживал в родном селе Албагас, где умер в ноябре 1979 года.
Награды
- Герой Социалистического Труда
- Орден Ленина
- Медаль «За боевые заслуги» (12.07.1943)
- Медаль «За освоение целинных земель»